# Periochi Agias Theklas - Liopetri
Periochi Agias Theklas - Liopetri este o arie protejată (arie de protecție specială avifaunistică — SPA) din Cipru întinsă pe o suprafață de 69,83 ha, integral pe uscat.

## Localizare
Centrul sitului Periochi Agias Theklas - Liopetri este situat la coordonatele 34°58′40″N 33°55′45″E / 34.9778°N 33.9292°E.

## Înființare
Situl Periochi Agias Theklas - Liopetri a fost declarat arie de protecție specială avifaunistică în aprilie 2008 pentru a proteja 31 de specii de animale.

## Biodiversitate
Situată în ecoregiunea mediteraneană, aria protejată nu include niciun habitat protejat.
La baza desemnării sitului se află mai multe specii protejate de  păsări (31): fluierar de munte (Actitis hypoleucos), pescăruș albastru (Alcedo atthis), fâsă-de-câmp (Anthus campestris), stârc cenușiu (Ardea cinerea), stârc roșu (Ardea purpurea), Bubulcus ibis, pasărea ogorului (Burhinus oedicnemus), ciocârlie-cu-degete-scurte (Calandrella brachydactyla), bătăuș (Calidris pugnax), rândunică roșcată (Cecropis daurica), prundăraș de sărătură (Charadrius alexandrinus), prundaș gulerat mare (Charadrius hiaticula), Charadrius leschenaultii, erete de stuf (Circus aeruginosus), prepeliță (Coturnix coturnix), Cursorius cursor, egretă mică (Egretta garzetta), Emberiza caesia, presură de grădină (Emberiza hortulana), piciorong (Himantopus himantopus), Larus audouinii, pescăruș argintiu (Larus cachinnans), pescăruș râzător (Larus ridibundus), ciocârlie de pădure (Lullula arborea), stârc de noapte (Nycticorax nycticorax), ploier auriu (Pluvialis apricaria), ciocântors (Recurvirostra avosetta), mărăcinar (Saxicola rubetra), mărăcinar negru (Saxicola torquatus), fluierar de mlaștină (Tringa glareola), pupăză (Upupa epops).